# József Dobronyi
József Dobronyi (* 17. Juni 1917 in Budapest; † 24. März 1993 ebd.) war ein ungarischer Marathonläufer.
1949 wurde er Sechster beim Košice-Marathon in 2:40:30 h. 1951 gewann er einen Marathon in Budapest in 2:32:19 h. Im Jahr darauf wurde er Ungarischer Meister in 2:32:38 h und qualifizierte sich somit für die Olympischen Spiele 1952 in Helsinki, bei denen er in 2:28:05 h Siebter wurde. Im Herbst wurde er in Košice Zweiter in 2:32:42 h. 
1953 verteidigte er seinen nationalen Meistertitel in 2:35:05 h, gewann den Marathon der Weltfestspiele der Jugend und Studenten in Bukarest in 2:30:30 h und siegte bei einem Marathon in Budapest mit seiner persönlichen Bestzeit von 2:27:46 h.
1955 wurde er in 2:29:20 h Siebter in Košice. 1956, 1959 und 1960 folgten weitere nationale Titel.